# Grammatotheca bergiana
Grammatotheca bergiana är en klockväxtart som först beskrevs av Adelbert von Chamisso, och fick sitt nu gällande namn av Karel Presl. Grammatotheca bergiana ingår i släktet Grammatotheca och familjen klockväxter. Inga underarter finns listade i Catalogue of Life.